# Pueblo gandangara
Los Gandangara, también conocidos como  Gundungara, Gandangarra, Gundungurra, es un grupo aborigen australiano del sureste de Nueva Gales del Sur. Su territorio histórico comprende Goulburn, Wollondilly Shire, las Montañas Azules y las Tierras Altas del Sur. A pesar de los desafíos históricos, han logrado preservar aspectos de su cultura y lengua.

## Territorio y lengua
Los Gandangara ocupaban un área de aproximadamente 11,000  km², incluyendo las cuencas de los ríos Wollondilly y Coxs, y las tierras hasta el lago George. El nombre "Gundangara" combina elementos que significan "este" y "oeste". Su idioma, descrito por primera vez en 1901 por R. H. Mathews, es una variante de la rama Yuin-Kuric de la familia Pama-Nyungan, cercana al idioma Ngunnawal.

## Opresión y resiliencia
En 1802, el explorador Francis Barrallier se encontró con los Gandangara mientras exploraba al suroeste de Sydney. Aunque sus tierras no eran inicialmente atractivas para los colonos, los aborígenes intentaron proteger su territorio y sus recursos naturales. En 1816, muchos Gandangara fueron asesinados en la masacre de Appin. A pesar de esto, lograron sobrevivir refugiándose en áreas inaccesibles y manteniendo su cohesión social. En la década de 1860, regresaron para reclamar sus tierras. A lo largo del siglo XX, continuaron documentando y preservando su cultura y lengua, demostrando una notable capacidad de resistencia y adaptación.